# Andrei Mudrea
Andrei Mudrea (n. 29 aprilie 1954, Mitocul Vechi, raionul Orhei, Republica Moldova – d. 15 ianuarie 2022) a fost un pictor și artist plastic român din Republica Moldova. A deținut titlul de Maestru Emerit al Artei. Unul dintre discipolii lui Mihai Grecu, a fost autorul mai multor lucrări de pictură, grafică, sculptură și artă-obiect. A fondat și a fost membru al „Grupului Zece”. Creația plasticianului Andrei Mudrea se numără printre operele de referință și de avangardă artistică din Republica Moldova. A participat în calitate de președinte sau membru al juriilor la diverse concursuri în domeniul artelor plastice din Chișinău.
Operele lui Mudrea poartă un mesaj individual, cu caracter profund filosofic și care corespund aspirațiilor artistice și sunt raportate la schimbările din ambianța culturală națională. Mesajul artistului este descris ca fiind de un dramatism „tulburător”, de obicei ascuns într-o metaforă – fie că e vorba de peisaje, case mudriene sau tablouri pictate în manieră postmodernistă.[nefuncțională]

## Date biografice
Din 1969 până în 1973 a studiat la Școala de Arte Plastice „I. Repin”, actualmente Colegiul Republican de Arte Plastice „Alexandru Plămădeală” din Chișinău. Din 1975 a lucrat și a studiat pictura în atelierul lui Mihai Grecu. Începând cu anul 1975 și până în 1985, a fost profesor la Școala de Arte Plastice pentru copii din orașul Orhei. În 1978 a debutat cu tablourile „Mama” și „Casa părintească” (tehnică mixtă, alb pe alb), iar din anul 1978 a participat la toate expozițiile organizate de Uniunea Artiștilor Plastici din Moldova (UAP).
Lucrările apărute în 1975-1985 poartă amprenta inﬂuenței creației lui Grecu. Pictura din acești ani atestă existența mai multor tangențe, ce se referă la utilizarea netradițională a coloranților, la obținerea unor efecte de clar-obscur, factură și volum. Lucrările apărute între 1985-1995 relevă o nouă etapă în creația artistului, o altă modalitate a gândirii.
În 1989 a fost titularizat membru al Uniunii Artiștilor Plastici din Moldova. În 1990 a participat la elaborarea Stemei de Stat a Republicii Moldova și a fost autorul și promotorul „Stelei cu 8 raze”. Între 1991-1994 a fost membru al Comitetului de Conducere al Uniunii Artiștilor Plastici. În 1992 a devenit Director al Centrului Expozițional „Constantin Brâncuși” al UAP. În 1996 a devenit membru al Asociației Internaționale a Artiștilor Plastici Profesioniști (AIAP) în cadrul UNESCO. Între 1997-2003 a fost din nou membru al Comitetului de Conducere al UAP. Din 1985 s-a aflat la lucrul de creație și s-a identificat ca liber profesionist. În 2001 i s-a conferit titlul onorific „Maestru Emerit al Artei”.

## Expoziții

### Expoziții personale
În 1983 a avut loc prima expoziție personală a lui Andrei Mudrea la Chișinău. În 1988 a mers cu prima expoziție personală la Moscova (RSFSR). În 1989 a vernisat o nouă expoziție personală la Chișinău, iar în 1990 a mers cu prima sa expoziție personală la Paris (Franța). În 1994 a avut o nouă expoziție personală la Chișinău, după care, în 1995, urmează două personale în Franța: una la Paris, alta la Saint-Malo. În 1999 a revenit cu expoziția personală „Și Dumnezeu a Creat Femeia...”, organizată la Muzeul Național de Artă al Moldovei. În același loc, în 2000 a avut loc expoziția personală „Despărțirea Luminii de Întuneric”. În 2001 și 2002 a mai organizat câte o expoziție personală la Chișinău, după care a revenit în 2004 cu expoziția „Universul Luminii”, vernisată la Centrul Expozițional „Constantin Brâncuși” al UAP.
Ulterior, a revenit o dată la cinci ani cu expoziții personale în care își prezenta doar lucrări și cicluri noi. Astfel, în 2009 a avut loc expoziția personală „Clipe de Lumină” la Centrul „Brâncuși”. În 2011 a inaugurat expoziția personală „Enigme” la galeria „Artium” din Shopping MallDova, iar în 2014 a avut loc expoziția personală „Metamorfozele Luminii” la Centrul „Brâncuși”. În 2018 a participat cu expoziția personală „Metamorfozele Luminii” la Consiliul Europei, clădirea „Agora” din Strasbourg (Franța), iar în 2019 a revenit cu expoziția personală „Raze de Lumină” la Centrul „Brâncuși”.

### Expoziții reprezentative de grup
Începând cu anul 1978, Andrei Mudrea a participat la toate expozițiile organizate de Uniunea Artiștilor Plastici din Moldova. Astfel, lucrările sale au fost expuse în cadrul expozițiilor de tineret (1986), dar și a expozițiilor de grafică (1979), pictură (1978-2015) și artă decorativă (2009-2015).  În 1992 a organizat grupul de creație „Zece” și a vernisat expoziția „Grupul Zece” alături de colegii Andrei Sârbu, Anatol Rurac, Dumitru Bolboceanu, Vasile Moșanu, Ilie Cojocaru, Tudor Zbârnea, Dumitru Peicev, Victor Hristov și Iurie Platon. Împreună cu ei a participat la mai multe expoziții de promovare a grupului atât în țară cât și peste hotare. Un deceniu mai târziu, în 2002 a inaugurat expoziția aniversară a grupului „Zece” la 10 ani. Paralel, a mai participat cu lucrări și în cadrul Saloanelor de Toamnă (1978), Automnalelor (1980-2015), Saloanelor de Primăvară (1980-2015) și la Saloanele Moldovei Chișinău – Bacău (1991-2015). De asemenea, a participat la toate concursurile de artă plastică organizate de UAP, cât și la expoziții tematice cum ar fi „Omagiu lui Mihai Eminescu” (1989-2014) și „Omagiu lui Grigore Vieru” (2010).

### Expoziții reprezentative internaționale
Prima participare la o expoziție internațională de grup a avut loc în 1985 la Moscova. În 1987 a mers la Varșovia (Polonia), iar în 1988 a participat la expoziția internațională intitulată „Zilele culturii sovietice” derulată la Paris. După care, a participat la tot mai multe expoziții internaționale: în 1988 la Lisabona (Portugalia), în 1988 la Odesa (RSSU), în 1988 la Moscova, în 1993 la Saint Elpidio (Italia), în 1993 la Monte Giorgio (Italia), în 1995 la Sologne (Franța), în 1995 la Veigné (Franța), în 1998 la Aschach (Germania), în 1999 la București, în 2000, 2004 și 2012 la Moscova. În 2009 s-a expus pentru prima dată la Bienala Internațională de Pictură organizată la Chișinău și a participat la fiecare ediție. În 2011 a participat la Bienala internațională de pictură, grafică și sculptură „Meeting point 2011”, ediția a III-a, desfășurată la Arad (România). În 2012 și 2014 a participat la Bienala Internațională de Artă Decorativă desfășurată la Chișinău, iar în 2016 a participat la expoziția de grup „Culori Eterne” organizată de Galeria „Europe’s Art” la Chișinău. În 2018 a participat pentru prima dată la expoziții de design interior: „Moldavian Design Week 2018” și „Das Design Day 2018” cu art-obiecte realizate în ultimii cinci ani.

### Tabere de creație, simpozioane
În 1988 a mers la Senej (RSFSR), în 1991 a participat la o tabără de creație din Câmpina (România), iar în 1994 a ajuns și la Tescani. În anul 2003 a organizat prima ediție a taberei de Pictură „Orheiul Vechi” și a continuat tradiția în 2005. În 2006 a avut loc tabăra de creație „Euro-integrarea prin Artă”  la Orheiul Vechi și Tabăra de Artă Modernă la Chișinău.

## Lucrări în colecții
Tablourile și art-obiectele artistului se află în numeroase colecții publice, cum ar fi:
- Ministerul Culturii, Chișinău;
- Ministerul Culturii, Moscova;
- Fondul Uniunii Artiștilor Plastici, Chișinău;
- Fondul Artiștilor Plastici, Moscova;
- Muzeul Național de Artă al Moldovei;
- Muzeul Național de Literatură „Mihail Kogălniceanu”, Chișinău;
- Muzeul „Alexei Mateevici”, Chișinău.

Unele lucrări se găsesc în colecții particulare în Africa, Austria, Canada, Franța, Germania, Italia, Polonia, Portugalia, Regatul Unit, Republica Moldova, România, Rusia, SUA, Țările de Jos și Ucraina.

## Filmografie
Despre creația și viața artistului au fost filmate documentarele:
- 1985 „Omagiu Orheiului Vechi”. Regia L. Stankevici. TV Republica Moldova;
- 1989 „Andrei Mudrea. Laureat al Premiului Tineretului din Moldova”. Regia Nelly Canțer. TV Republica Moldova;
- 1994 „În lumea Artelor. Pictorul Andrei Mudrea”. Regia Nelly Canțer. Studioul Artistic „Olimp”. Republica Moldova;
- 1999 „Și Dumnezeu a creat Femeia...”. Regia L. Stankevici. TV Republica Moldova;
- 2000 „Despărțirea Luminii de Întuneric”. Regia Nelly Canțer. TV Republica Moldova.

Andrei Mudrea a jucat și în câteva filme de lung metraj:
- 1988: Iona. Regia Valeriu Jereghi. Producția Moldova-Film;[26]
- 1989: Disidentul. Regia Valeriu Jereghi. Producția Moldova-Film;
- 2008: Arrivederci. Regia Valeriu Jereghi. Producția Prim-Plan Studio.[27]

## Cărți, cataloage, pliante
Biografia lui Mudrea a fost subiectul următoarelor lucrări publicate:
- 1993: Catalogul „Andrei Mudrea. Painting”. Editura „Universitas”. Chișinău
- 1998: Catalogul „Andrei Mudrea. Painting”. Editura „PRAG-3”. Chișinău
- 1998: Enciclopedia Artiștilor Contemporani. Editura „Arc-2000”. București
- 2002: Pliantul „Grupul Zece”. Editura „Atelier”. Chișinău
- 2004: Catalogul „Andrei Mudrea. Pictură”. Editura „Atelier”, Chișinău
- 2009: Broșura „Andrei Mudrea. Pictură. Artă obiect. Clipe de Lumină”. Chișinău
- 2012: Carte de poezii „Vis”. Editura „Prut Internațional”. Chișinău
- 2014: Broșura „Andrei Mudrea. Metamorfozele Luminii. Pictură și artă obiect”. Chișinău
- 2019: Albumul de Pictură și Artă-obiect „Andrei Mudrea”. Editura „Arc”. Chișinău[28][29]
- 2019: Broșura „Andrei Mudrea. Raze de lumină. Pictură și artă obiect”. Chișinău

## Distincții
Andrei Mudrea este laureat a numeroase distincții, premii, medalii și trofee în cadrul diferitor concursuri și saloane de artă naționale și internaționale:
- 1988: Medalia de Argint pentru tabloul „Tăcere”, Moscova;
- 1989: Premiul Boris Glavan al Comitetului Central al Comsomolului Leninist din RSS Moldovenească;
- 1990: Premiul Consiliului Suprem pentru elaborarea Stemei de Stat a Republicii Moldova;[13]
- 1991: Premiul Special pentru tabloul „Sârmă Ghimpată”, Bacău;
- 1994: Premiul ziarului „Literatura și Arta” pentru ciclul de lucrări „Istoria Moldovei”, Chișinău;
- 1994: Diplomă de Onoare, Saint Elpidio (Italia);
- 1995: Laureat al Salonului Național de Arte Plastice, Veigné (Franța);
- 1995: Premiul Organizației Națiunilor Unite pentru tabloul „Dialog”;
- 1996: Premiul Special pentru Pictură, Chișinău
- 1996: Premiul Societății „Mitropolitul Varlaam” pentru tabloul „Motiv biblic”, Chișinău;
- 1998: Premiul Special pentru Pictură, Chișinău
- 2001: Titlul Onorific „Maestru Emerit al Artei”;
- 2002: Premiul Uniunii Artiștilor Plastici din Moldova pentru Pictură, Chișinău;
- 2004: Premiul Ministerului Culturii din Republica Moldova pentru tabloul „Ștefan cel Mare și Sfânt”, Chișinău;
- 2004: Premiul Uniunii Artiștilor Plastici din Moldova pentru „Expoziția Anului”, Chișinău – pentru expoziția sa „Universul Luminii”
- 2006: Premiul Uniunii Artiștilor Plastici din Moldova pentru sculptura „Cina cea de Taină”, Chișinău;
- 2014: Premiul I pentru tabloul „Vreme trece, vreme vine…” în cadrul celei de-a X-a ediții a expoziției „Eminesciana”, Chișinău;[30]
- 2015: trofeul „Omul Anului. Top 100” și titlul „Pictorul Anului 2014”, oferite de revista „VIP magazin”, Chișinău;[3]
- 2015: Diploma de Merit pentru participarea la expoziția-concurs de artă contemporană „Automnala – 2015”, Chișinău (oferită de Ministerul Culturii și Uniunea Artiștilor Plastici din Moldova);
- 2015: Diploma aniversară și placheta aniversară „Saloanele Moldovei – 25 de ani de existență” „pentru consecvența și generozitatea slujirii ideii care face din două orașe moldovenești – Bacău și Chișinău – puntea credinței în păstrarea identității limbii, istoriei, culturii și comunității spirituale românești”, Bacău (oferită de Consiliul județean Bacău și Complexul muzeal „Iulian Antonescu" din Bacău);
- 2016: Premiul I al Uniunii Artiștilor Plastici din Moldova pentru tabloul „Biserica Albă” în cadrul expoziției-concurs de artă plastică contemporană „Recviem-2016”;[31]
- 2018: Premiul I pentru tabloul „Tăcere” în cadrul expoziției-concurs de artă plastică contemporană „Recviem-2018”, Chișinău;[32][33]
- 2020: Premiul Național.[34][35]